# Pražské stavební předpisy

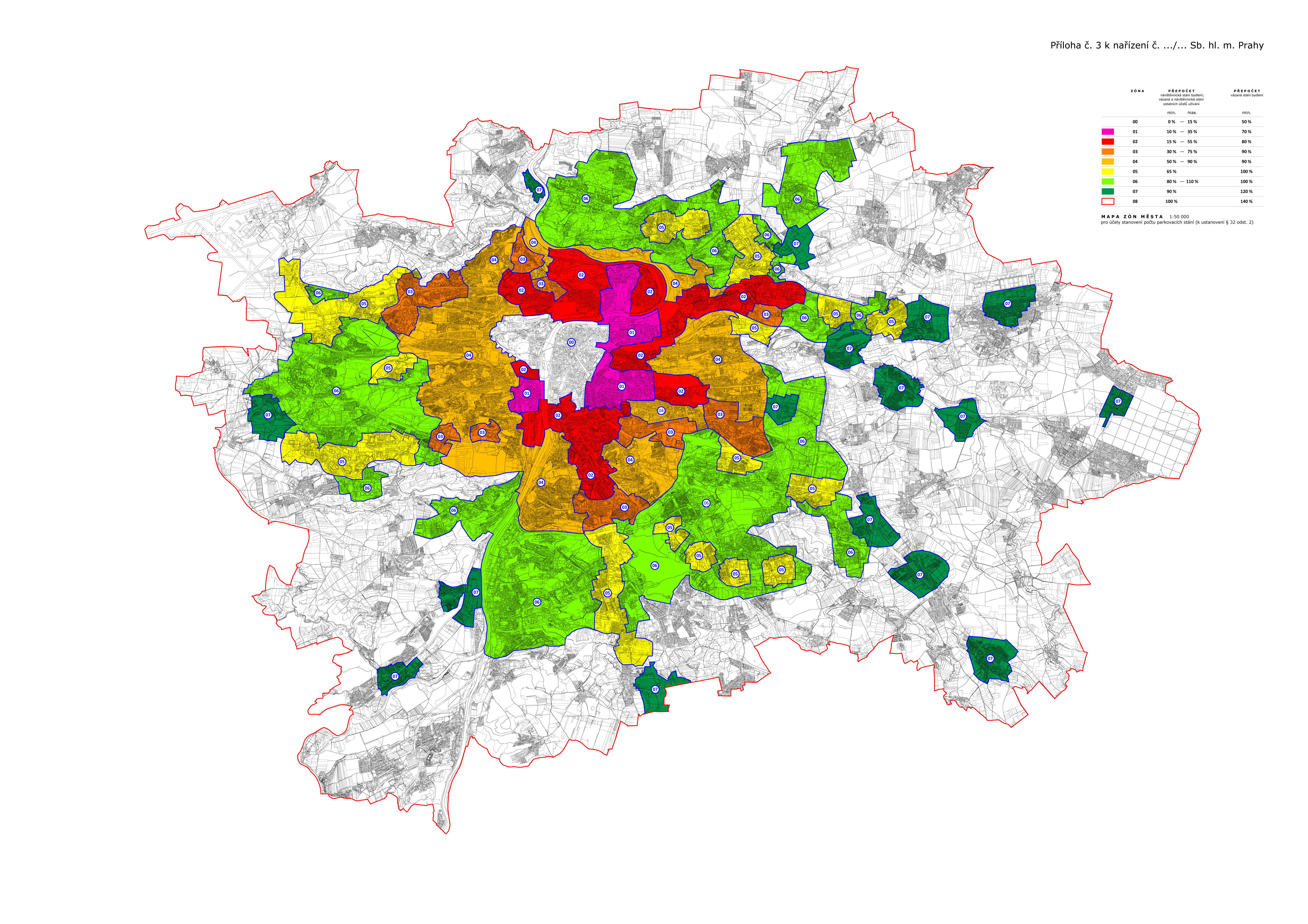
Mapa zón města pro účely stanovení počtu parkovacích míst

Pražské stavební předpisy jsou provádějící předpisy ke stavebnímu zákonu vydávané ve formě nařízení a stanovující pro hlavní město Prahu „obecné požadavky na využívání území a technické požadavky na stavby“. Na celostátní úrovni je problematika upravena vyhláškami Ministerstva pro místní rozvoj, samotný návrh Pražských stavebních předpisů (PSP) zpracoval Institut plánování a rozvoje hl. m. Prahy. Je dílem skupiny pěti odborníků, jež vedl architekt a urbanista Pavel Hnilička s podporou širší skupiny specialistů. Návrh Pražských stavebních předpisů (PSP) schválila Rada hlavního města Prahy dne 15. července 2014 s účinností od 1. října 2014.

## Právní ukotvení
Návrh Pražských stavebních předpisů (PSP), celým názvem „Nařízení, kterým se stanovují obecné požadavky na využívání území a technické požadavky na stavby v hlavním městě Praze (pražské stavební předpisy)“, nahradí dosud užívanou vyhlášku č. 26/1999 Sb. hl. m. Prahy, o obecných technických požadavcích na výstavbu v hl. m. Praze (OTPP), a současně nahradí vyhlášku č. 501/2006 Sb., o obecných požadavcích na využívání území, v souladu s ustanovením § 194 písm. e) zákona č. 183/2006 Sb., o územním plánování a stavebním řádu (stavební zákon).

## Nedostatky stávající vyhlášky
Současná vyhláška svým obsahem vychází z překonané filozofie výstavby města založené na rozsáhlém zastavěném území a nízké urbánní kvalitě osídlení. Již půl století (od šedesátých let 20. století) je zřejmé, že tato cesta přináší značné negativní dopady ekonomického charakteru (např. nákladná organizace infrastruktury), podporuje město závislé na automobilech a nepodporuje život ve městě. Úspěšná evropská města proto tento způsob výstavby města opustila již na konci 20. století.
Vyhláška významnou měrou formuje obraz města a zaslouží si revizi zejména s ohledem na vývoj městského osídlení, které se za poslední desetiletí podstatně proměnilo. Od vydání předpisu v roce 1999 došlo také ke značné proměně související legislativy, např. k přijetí nového stavebního zákona v roce 2006. Dále byly vydány nové vyhlášky, které upravují celé části obsahu dosavadního předpisu a jsou s některými ustanoveními v rozporu.
Regulativy OTPP dále vylučují klasickou formu městské zástavby, např. kvalitních tradičních Pražských čtvrtí (Vinohrady, Dejvice), nezabývají se dopady a úlohou staveb v organismu města ani veřejným prostranstvím.
| „                                     | Hlavním problémem Pražských stavebních předpisů je skutečnost, že požadavky na stavby nejsou kompatibilní s předpisy, které měly v Praze být nahrazeny, tj. s celostátně platnou vyhláškou 268/2009 Sb., ve znění pozdějších předpisů, nejsou však kompatibilní ani s vyhláškou č. 501/2006 Sb., ve znění pozdějších předpisů. | “ |
| — Ing. Ladislav Bukovský, ČKAIT Praha | |   |

Vyhláška nerespektuje terminologii z norem a zákonů, vyhláška například „zapomíná“ na parkovací místa v centru města, schodiště nemusí být osazena zábradlím nebo nemusí být zajištěn přístup na okolní pozemky.

## Zpracování PSP
Usnesením RHMP č. 1729 ze dne 23. října 2012 se zpracovatelem Pražských stavebních předpisů stal Útvar rozvoje hl. m. Prahy (dnes Institut plánování a rozvoje hl. m. Prahy). Novelu vyhlášky zpracovala skupina odborníků pod vedením architekta a urbanisty Pavla Hniličky (např. současný ředitel IPRu Ondřej Boháč) s podporou širší skupiny odborníku a specialistů napříč profesemi, která práci užšího zpracovatelského týmu průběžně oponovala.

## Hlavní přínosy PSP
Oproti dosavadní vyhlášce se nově schválený předpis věnuje dnešním problémům města spojeným zejména s rozpadem městské struktury. Rozpracovává a doplňuje zejména dosud opomíjené urbanistické vztahy. Zároveň současné PSP zavádí takové regulativy, které určují prostorové limity staveb ve vztahu k charakteru okolní zástavby. Nově optimalizuje například pravidla pro odstupy staveb od hranice pozemku, zavádí výškové limity a vrací se k tradičním instrumentům plánování města – uliční a stavební čáře.
Předpis přináší jasná pravidla pro vymezování veřejných prostranství a jejich kvalitativní standard. Podrobně se věnuje například uličním stromořadím nebo regulaci reklamy. Dále se zaměřuje i na dílčí parametry interiérů budov, ovšem umožňuje širší škálu architektonického řešení bytů a rodinných domů s ohledem na pluralitu životních stylů současné společnosti.